# Révolution hongroise de 1956
Guerre froide
L'insurrection de Budapest ou révolution de 1956 (en hongrois 1956-os forradalom) est la révolte populaire spontanée contre le régime communiste hongrois et ses politiques imposées par l'Union des républiques socialistes soviétiques (URSS) qui dura du 23 octobre au 10 novembre 1956.
La révolte commença par une manifestation étudiante qui rassembla des milliers de personnes à travers le centre-ville de Budapest pour rejoindre le Parlement hongrois. Une délégation étudiante entrée dans le bâtiment de la radio nationale afin de diffuser ses revendications fut arrêtée. Lorsque sa libération fut demandée par la foule, la Államvédelmi Hatóság (ÁVH, police politique du régime) ouvrit le feu depuis le bâtiment. Les nouvelles se répandirent rapidement et des émeutes éclatèrent dans toute la capitale.
La révolte s'étendit rapidement ailleurs en Hongrie et entraîna la fuite du gouvernement hors de la capitale, auprès des troupes soviétiques. Des milliers de personnes s'organisèrent en milices populaires pour affronter les troupes de l'ÁVH et l'Armée rouge. Des commissaires politiques et des membres de l'ÁVH furent passés à tabac, emprisonnés ou exécutés tandis que les prisonniers politiques étaient libérés et armés. Des conseils improvisés luttèrent contre le contrôle municipal du parti hongrois des travailleurs au pouvoir et demandèrent des changements politiques. Des symboles politiques (étoiles rouges, statues de Staline, armoiries communistes au centre du drapeau national) furent enlevés ou détruits. Un nouveau gouvernement communiste, qui, après avoir dissous formellement l'ÁVH, déclara son intention de se retirer du pacte de Varsovie et promit d'organiser des élections libres, se mit en place. À la fin du mois d'octobre, les combats avaient pratiquement cessé et une certaine normalité était revenue.
Après avoir annoncé sa volonté de négocier le retrait des forces soviétiques, le Politburo changea d'avis et décida d'écraser la révolution. Le 4 novembre, une importante armée soviétique envahit Budapest et les autres régions du pays. La résistance hongroise continua jusqu'au 10 novembre. Plus de 2 500 Hongrois et 700 Soviétiques furent tués lors du conflit et 200 000 Hongrois fuirent en Autriche et de là, vers l'Occident en tant que réfugiés. Les arrestations se poursuivirent durant plusieurs mois. En janvier 1957, le nouveau gouvernement pro-soviétique avait supprimé toute opposition publique. Les actions soviétiques furent critiquées par certains marxistes occidentaux mais renforcèrent l'emprise soviétique sur l'Europe centrale.
Le débat public sur cet événement fut interdit en Hongrie durant plus de 30 ans, mais avec l'assouplissement puis l'effondrement des régimes communistes des années 1980, il fit l'objet d'intenses études et débats. Le 23 octobre est devenu un jour de fête nationale en Hongrie.

## Contexte
Après avoir récupéré une partie des territoires perdus à la suite du traité de Trianon, au détriment de la Tchécoslovaquie et de la Roumanie, la Hongrie rejoignit les puissances de l'Axe et fit la Seconde Guerre mondiale aux côtés de l'Allemagne, de l'Italie, de la Bulgarie et, à partir de 1941, de la Roumanie. Elle participa ainsi à l'invasion de la Yougoslavie et à celle de l'Union soviétique. Cependant, à partir de l'été 1944, les forces soviétiques et roumaines franchirent les frontières hongroises et le gouvernement de l'amiral Horthy entama des négociations d'armistice avec les Alliés. Les Allemands envahirent alors le pays et mirent en place un régime partisan de la poursuite de la guerre, dirigé par Ferenc Szálasi. Les forces allemandes et hongroises furent finalement battues en 1945 et l'armée soviétique, secondée par des forces roumaines, tchécoslovaques et yougoslaves, occupa le pays.

### Occupation de l'après-guerre
Après la guerre, seule l'Armée rouge occupa la Hongrie, ramenée à ses frontières de 1938 par le traité de Paris de 1947. La Hongrie était alors encore une démocratie multipartite, et les élections de 1945 avaient abouti à la mise en place d'un gouvernement de coalition mené par le Premier ministre Zoltán Tildy. Cependant, le pays se trouvait déjà de facto dans la sphère d'influence de l'Union soviétique et le Parti des communistes de Hongrie, favorable aux Soviétiques, mais qui n'avait obtenu que 17 % des voix, divisa le gouvernement en appliquant la « tactique du salami »,.
Après les élections de 1945, le portefeuille du ministère de l'Intérieur, qui supervisait l'Autorité de protection de l'État (Államvédelmi Hatóság ou ÁVH), fut transféré du Parti civique au Parti communiste. L'ÁVH employa l'intimidation, les fausses accusations, l'emprisonnement et la torture pour éliminer toute opposition politique. La brève période de multipartisme arriva à son terme et le Parti communiste fusionna avec le Parti social-démocrate pour devenir le Parti des travailleurs hongrois qui se présenta seul aux élections de 1949. La république populaire de Hongrie fut proclamée la même année. En 1949, l'Union soviétique signa un traité d'assistance mutuelle avec la Hongrie qui lui permettait de maintenir une présence militaire et de fait de contrôler la politique du pays.
Le Parti communiste hongrois entreprit le remplacement de l'économie capitaliste par une économie planifiée en menant des nationalisations massives sur le modèle soviétique. Cela entraîna une stagnation économique, des bas niveaux de vie et un profond malaise. Les écrivains et les journalistes furent les premiers à critiquer le gouvernement et ses politiques dans des articles en 1955. Le 22 octobre 1956, les étudiants de l'université technique reformèrent l'association MEFESZ qui avait été interdite et organisèrent le lendemain une manifestation qui mena à la révolte.

### Répression politique et déclin économique
La Hongrie devint un État communiste sous la direction de l'autoritaire Mátyás Rákosi. L'autorité de sûreté de l’État commença une série de purges qui toucha plus de 7 000 dissidents qui furent accusés d'être des « titistes » ou des « agents occidentaux » et durent avouer lors de procès-spectacles avant d'être enfermés dans un camp à l'est du pays,.
De 1950 à 1952, l'ÁVH déplaça de force des milliers de personnes pour acquérir les propriétés et y loger les membres du parti et pour mettre fin à la menace de la classe intellectuelle et « bourgeoise ». Des milliers de personnes furent arrêtées, torturées, emprisonnées (parfois en Union soviétique) voire exécutées comme László Rajk, le fondateur de l'ÁVH,. En une seule année, 26 000 personnes furent déplacées de force en dehors de Budapest et durent travailler dans de terribles conditions dans les fermes collectives où beaucoup moururent.
Le gouvernement Rákosi politisa complètement le système éducatif hongrois pour remplacer les classes éduquées par une « intelligentsia laborieuse ». L'apprentissage du russe et les cours de politique communiste devinrent obligatoires à tous les niveaux d'enseignement. Les écoles religieuses furent nationalisées et les chefs religieux furent remplacés par des partisans du gouvernement. En 1949, le chef de l'Église catholique hongroise, le cardinal József Mindszenty fut arrêté et condamné à la prison à vie pour trahison Sous Rákosi, le gouvernement hongrois était parmi les plus répressifs d'Europe,.
L'économie hongroise d'après-guerre souffrit de nombreux défis. La Hongrie avait accepté de payer des réparations de guerre d'une valeur de 300 millions de dollars à l'Union soviétique, à la Tchécoslovaquie et à la Yougoslavie tout en prenant en charge le maintien des garnisons soviétiques. La Banque nationale de Hongrie estima en 1946 que le coût des réparations était compris « entre 19 et 22 % du PNB ». En 1946, la monnaie hongroise subit une violente dépréciation qui entraîna les niveaux d'hyperinflation les plus élevés jamais connus. La participation de la Hongrie au COMECON soviétique l'empêchait de commercer avec l'Occident ou de participer au plan Marshall.
Malgré une augmentation du PNB par habitant dans le premier tiers des années 1950, le niveau de vie diminua. La mauvaise gestion de l'économie générait des pénuries pour les produits de base, ce qui entraîna un rationnement du pain, du sucre et de la viande. Les contributions obligatoires aux emprunts d'État diminuaient encore les revenus personnels. Par conséquent, le revenu réel des ouvriers en 1952 était seulement des deux tiers de ce qu'il était en 1938 alors qu'en 1949, la proportion était de 90 %.

### Événements internationaux

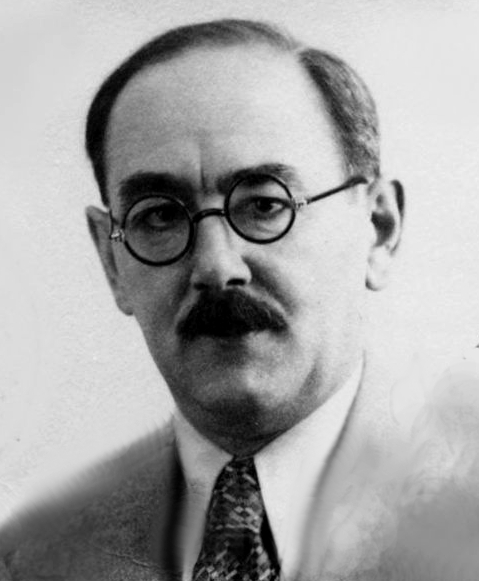
Imre Nagy en 1945.

La mort de Joseph Staline le 5 mars 1953 entraîna une période de libération relative au cours de laquelle la plupart des partis communistes européens devinrent plus modérés. En Hongrie, le réformateur Imre Nagy remplaça Mátyás Rákosi, « le meilleur disciple hongrois de Staline », au poste de Premier ministre. Cependant, Rákosi restait Secrétaire général du parti et fut capable de saper les réformes de Nagy. En avril 1955, Nagy fut discrédité et dut quitter ses fonctions. Après le « rapport secret » de Khrouchtchev de février 1956 qui dénonçait Staline et ses protégés, Rákosi fut destitué de son poste de secrétaire et remplacé par Ernő Gerő le 18 juillet 1956.
Le 14 mai 1955, l'Union soviétique créa le pacte de Varsovie qui liait la Hongrie à l'Union soviétique et aux voisins d'Europe centrale et orientale. Parmi les principes de l'alliance figuraient le « respect pour l'indépendance et la souveraineté des États » et « la non-interférence dans leurs affaires internes ».
En 1955, le traité d'État autrichien établit la neutralité et la démilitarisation de l'Autriche. Cela souleva les espoirs hongrois de devenir également neutre et en 1955, Nagy considéra la « possibilité pour la Hongrie d'adopter un statut neutre sur le modèle autrichien ».
En juin 1956, un soulèvement des ouvriers polonais à Poznań fut écrasé par le gouvernement, ce qui entraîna des dizaines de morts parmi les protestataires. En réponse à la demande populaire, le gouvernement nomma le communiste réformateur Władysław Gomułka, récemment réhabilité, en tant que Premier secrétaire du parti ouvrier unifié polonais en octobre 1956 avec pour mission de négocier des concessions commerciales et une réduction du nombre de troupes avec le gouvernement soviétique. Après quelques jours d'intenses négociations, les Soviétiques acceptèrent les demandes réformatrices de Gomułka le 19 octobre. Les nouvelles de ces concessions obtenues par les Polonais, connues sous le nom d'octobre polonais, encouragèrent de nombreux Hongrois à espérer des concessions similaires et ce sentiment contribua largement au climat politique tendu qui prévalait en Hongrie dans la seconde moitié du mois d'octobre 1956.
Avec le contexte de guerre froide de l'époque, la politique américaine envers la Hongrie en particulier et envers le bloc communiste en général évolua à partir de 1956. Les États-Unis espéraient encourager les pays d'Europe de l'Est à s'émanciper de l'emprise soviétique d'eux-mêmes mais souhaitaient également éviter un affrontement militaire avec l'URSS qui pourrait dégénérer en guerre nucléaire. Pour ces raisons, les stratèges américains cherchèrent à réduire l'influence soviétique en Europe de l'Est avec d'autres méthodes que la politique de « rollback » (« refoulement »). Cela aboutit au développement de la politique d'« endiguement » et à des mesures de guerre économique et psychologique et finalement à des négociations directes avec l'URSS concernant le statut des États du bloc communiste. À l'été 1956, les relations entre la Hongrie et les États-Unis commencèrent à s'améliorer. Au même moment, les Américains répondirent favorablement aux ouvertures hongroises concernant une possible expansion des relations commerciales bilatérales. Le désir hongrois en faveur de meilleures relations était en partie attribuable à la situation économique catastrophique du pays. Cependant, le rythme des négociations était ralenti par le ministre des Affaires étrangères hongrois qui craignait que ces meilleures relations avec l'Ouest n'entraînassent l'affaiblissement du pouvoir communiste en Hongrie.

### Début de l'agitation sociale
Le départ de Rákosi en juillet 1956 encouragea les étudiants, les journalistes et les écrivains à être plus actifs et critiques sur la politique nationale. Les étudiants et les journalistes commencèrent une série de forums intellectuels examinant les problèmes que devait affronter la Hongrie. Ces forums, appelés cercles Petőfi, devinrent très populaires et attiraient des milliers de participants. Le 6 octobre 1956 (date symbolique de l'exécution du Premier ministre Lajos Batthyány lors de la révolution hongroise de 1848), László Rajk, qui avait été exécuté par le gouvernement Rákosi fut ré-inhumé lors d'une cérémonie qui rassembla les dirigeants de l'opposition.
Le 16 octobre 1956, les étudiants universitaires à Szeged ignorèrent l'association étudiante communiste officielle, la DISZ, et ré-établirent la MEFESZ (Union des étudiants universitaires hongrois), une association démocratique autrefois interdite par la dictature de Rákosi. En quelques jours, les étudiants de Pécs, Miskolc et Sopron firent de même. Le 22 octobre, les étudiants de l'université polytechnique et économique de Budapest rédigèrent une liste de seize points concernant des demandes de réformes politiques. Après avoir entendu que l'union des écrivains hongrois se préparait à exprimer sa solidarité avec les mouvements réformateurs en Pologne en déposant une gerbe aux pieds de la statue du général Bem d'origine polonaise et héros de la révolution hongroise de 1848, les étudiants décidèrent d'organiser une manifestation parallèle en soutien,.

## Révolution

### Déclenchement

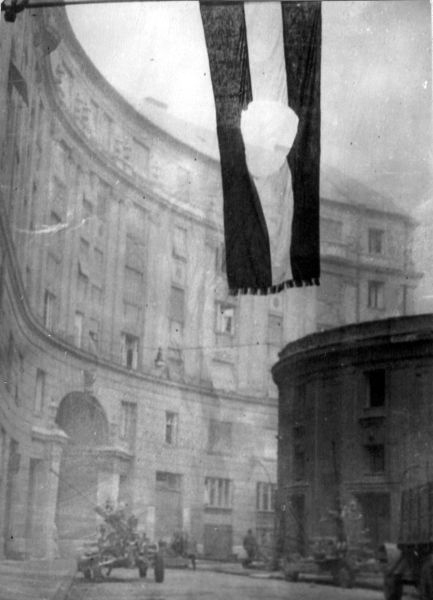
Le drapeau de la Hongrie dont les armoiries communistes avaient été retirées devint le symbole de la révolution. (Photographie prise au « Corvin köz », alors occupé par un groupe de 2 000 résistants sous le commandement de Gergely Pongrátz).

Dans l'après-midi du 23 octobre 1956, environ 20 000 protestataires se rassemblèrent près de la statue de Josef Bem, un héros national de la Pologne et de la Hongrie. Péter Veres, le président de l'union des écrivains hongrois, lut un manifeste à la foule, les étudiants firent de même et la foule commença à chanter le poème patriotique interdit Nemzeti dal, dont le refrain était « nous le jurons, nous le jurons, que nous ne serons esclaves plus longtemps ! ». Quelqu'un dans la foule découpa les armoiries communistes du drapeau laissant un trou distinctif et d'autres firent de même.
Ensuite, la foule traversa le Danube pour rejoindre les manifestants devant le bâtiment du Parlement hongrois. Vers 18 h, plus de 200 000 personnes étaient présentes ; la manifestation était exubérante mais pacifique.
À 20 h, le premier secrétaire Ernő Gerő diffusa un discours condamnant les demandes des écrivains et des étudiants. Vers 21 h, les premiers coups de feu éclatent, un jeune homme de 18 ans tombe, Janos Vizi. Énervés par la ligne dure de Gerő, certains manifestants décidèrent d'appliquer l'une de leurs demandes, le retrait d'une statue en bronze de Staline de 10 m de haut qui fut érigée en 1951 sur le site d'une église qui avait été démolie pour lui faire de la place. La statue fut renversée à 21 h 30 et la foule en liesse plaça le drapeau hongrois dans les bottes de Staline qui étaient tout ce qui restait de la statue.
À peu près au même moment, une large foule se rassembla devant le bâtiment de Radio Budapest qui était lourdement gardée par l'ÁVH. Le moment critique eut lieu lorsqu’une délégation voulant diffuser ses demandes fut arrêtée et que la foule s'agita après des rumeurs faisant état de manifestants abattus. Valéria Benke, la directrice de la radio, donne un micro mais c'est un stratagème, rien n'est radiodiffusé. Des gaz lacrymogènes furent lancés depuis le bâtiment et l'ÁVH ouvrit le feu sur la foule, faisant plusieurs morts. L'ÁVH tenta de se réapprovisionner en cachant des armes dans une ambulance mais la foule repéra la ruse et l'intercepta. Les soldats hongrois envoyés en soutien de l'ÁVH hésitèrent un moment avant d'arracher leurs insignes et de rejoindre la foule,. Provoqués par les attaques de l'ÁVH, les protestataires réagirent violemment. Les voitures de police furent incendiées, les dépôts d'armes furent pris d'assaut, les armes furent distribuées à la foule et les symboles du régime communiste furent vandalisés.

### Chute du gouvernement

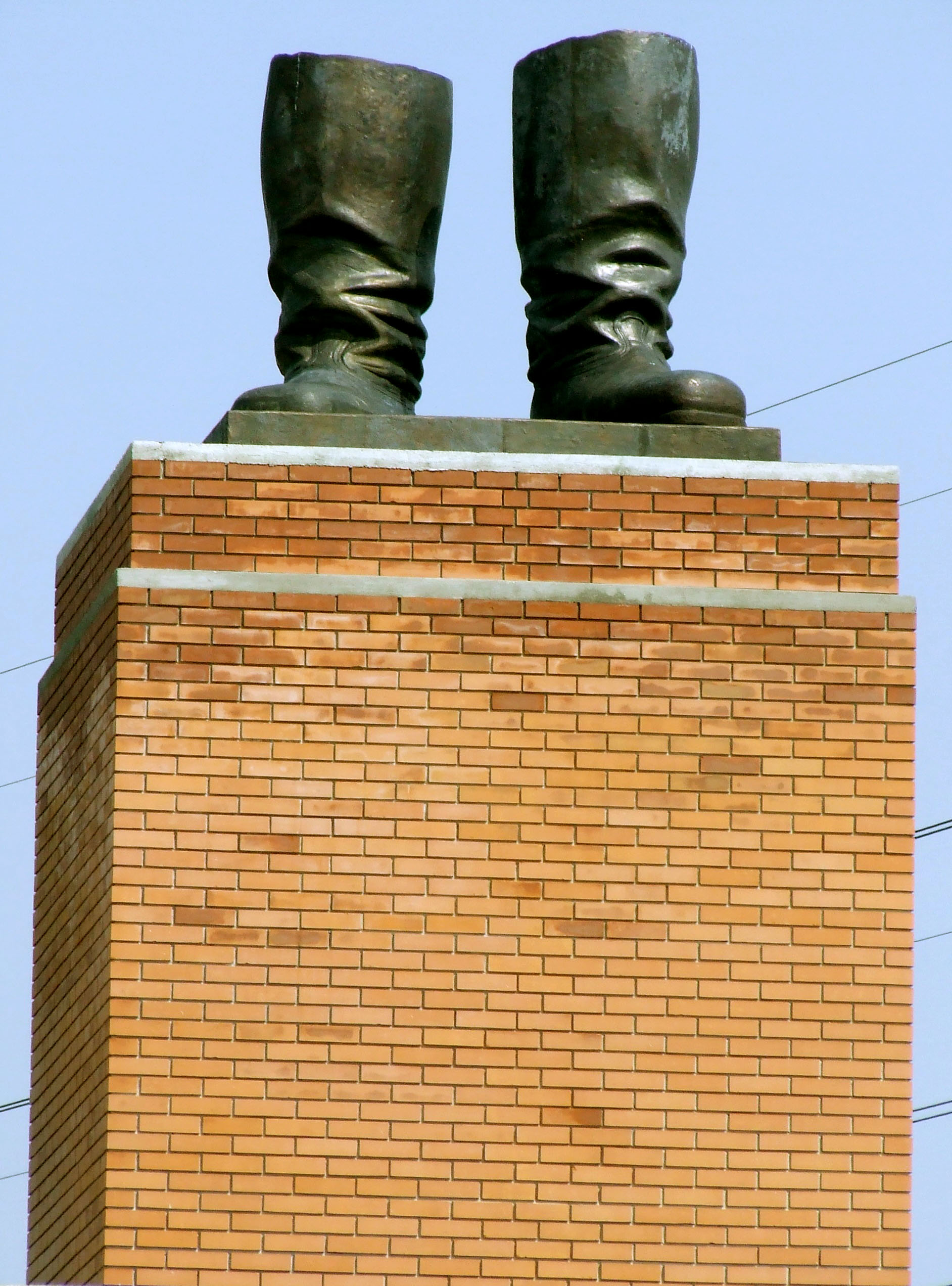
Réplique de la statue de Joseph Staline renversée lors de la révolution, à Szoborpark, près de Budapest.

Au cours de la nuit du 23 octobre, le secrétaire du parti des travailleurs hongrois Ernő Gerő demanda une intervention militaire soviétique « pour réprimer une manifestation d'une ampleur sans précédent ». L'état-major soviétique avait préparé des plans de crises en vue d'une intervention en Hongrie au cours des mois précédents. Les Soviétiques regroupent à partir de juillet deux divisions mécanisées de la Garde (2e et 17e (ru)) stationnées en Hongrie, rejointes par la 33e division (en) venue de Roumanie et des 39e division mécanisé de la Garde (en) et 128e division de fusiliers de la Garde venues du district militaire des Carpates. Le 24 octobre à 2 h du matin, les chars soviétiques entraient dans Budapest sur ordre du ministre de la Défense Gueorgui Joukov. L'assaut sur Budapest est principalement mené par la 2e division de la Garde, 6 000 soldats, 290 chars, 120 BTR et 156 canons.

À partir de midi, ceux-ci étaient stationnés devant le bâtiment du Parlement et les soldats contrôlaient les ponts et les principaux carrefours. Des insurgés armés mirent rapidement en place des barricades pour défendre la ville et s'emparèrent même de quelques chars soviétiques dans la matinée. Le même jour, Imre Nagy remplaça András Hegedűs au poste de Premier ministre. À la radio, vers midi, Nagy s'adresse à la nation : 

« Peuple de Budapest, je vous informe que tous ceux qui déposeront les armes et cesseront le combat à 14 heures aujourd'hui ne feront l'objet d'aucune poursuite. En même temps, j'affirme que nous réaliserons aussitôt que possible une démocratisation systématique du pays dans les domaines économique, politique, institutionnel. Tenez compte de notre appel, cessez le combat et agissez pour la restauration de l'ordre et de la paix dans l'intérêt de l'avenir de notre patrie. »

Des protestataires armés s'emparèrent du bâtiment de la radio et au siège du journal communiste Szabad Nép, les gardes de l'ÁVH qui avaient tiré sur les manifestants désarmés furent chassés par l'arrivée de manifestants armés. À ce moment, la colère des révolutionnaires se concentrait sur l'ÁVH ; les forces soviétiques n'étaient pas encore pleinement engagées et à de nombreuses occasions, les soldats soviétiques montrèrent leur sympathie aux manifestants.

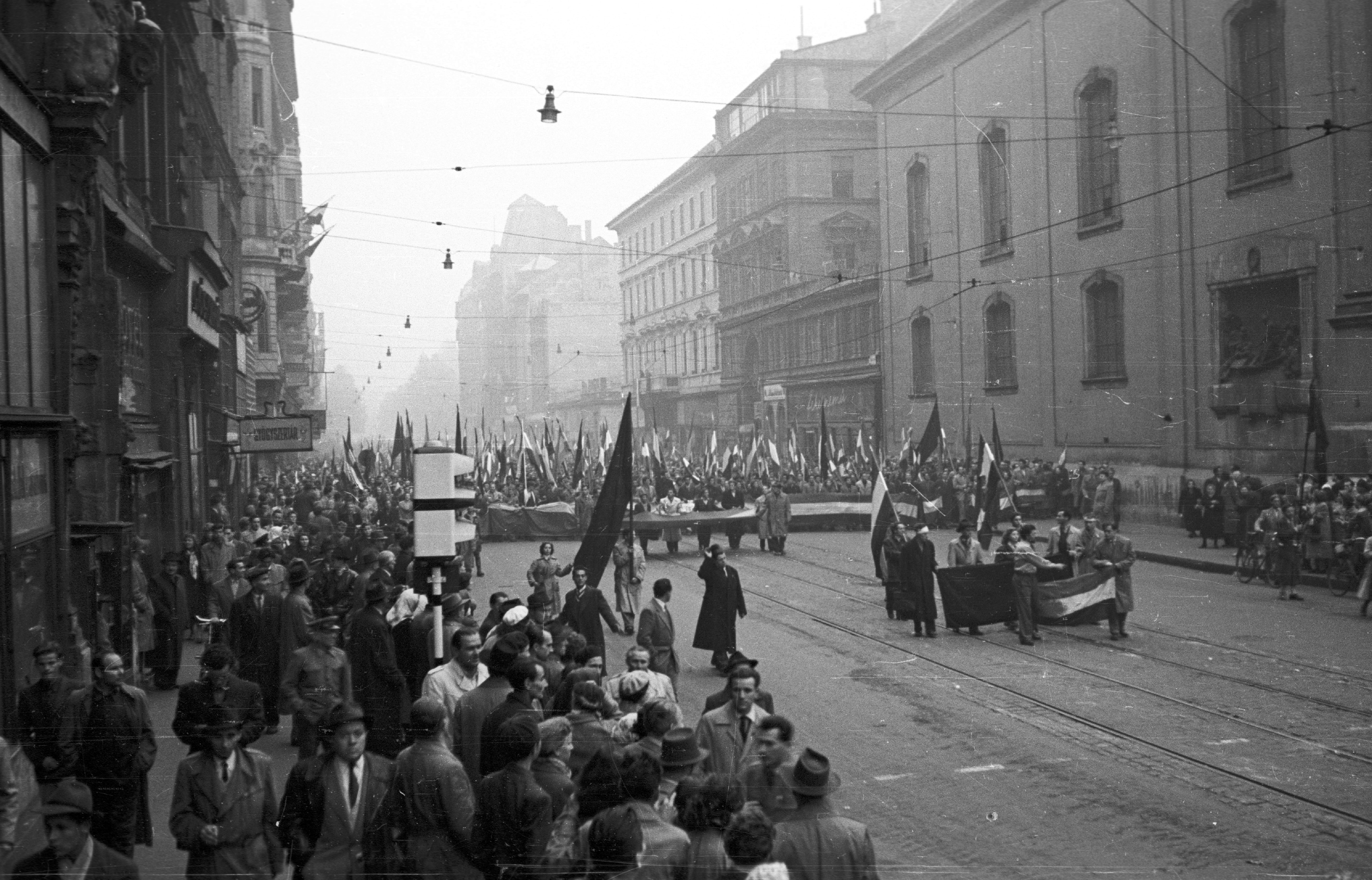
Défilé de manifestants le 25 octobre.

Le 25 octobre, un grand nombre de manifestants se rassembla en face du bâtiment du Parlement. Les unités de l'ÁVH ouvrirent le feu sur la foule depuis les toits,. Certains soldats soviétiques répliquèrent, croyant à tort être la cible des tirs,. De même, la foule utilisa les armes capturées pour se défendre,.
Les attaques au Parlement entraînèrent la chute du gouvernement. Le Premier secrétaire du Parti communiste, Ernő Gerő, et le Premier ministre, András Hegedűs, s'enfuirent en Union soviétique et furent remplacés respectivement par János Kádár et Imre Nagy. Les révolutionnaires commencèrent à s'en prendre aux blindés soviétiques.
Alors que la résistance hongroise attaquait les chars soviétiques avec des cocktails Molotov dans les étroites rues de Budapest, des conseils révolutionnaires apparurent dans tout le pays, faisant office de gouvernements locaux, et appelèrent à la grève générale. Les symboles communistes comme l'étoile rouge et les mémoriaux militaires furent vandalisés et les livres communistes brûlés. Des groupes de miliciens apparurent spontanément, comme les 400 hommes menés par József Dudás, et attaquèrent les sympathisants soviétiques et les membres de l'ÁVH. Les unités soviétiques combattirent principalement à Budapest ; ailleurs, la situation était relativement calme. Les commandants soviétiques négocièrent souvent des cessez-le-feu locaux avec les révolutionnaires. Les Soviétiques parvinrent à ramener l'ordre dans certaines régions. À Budapest, les unités soviétiques commencèrent à se retirer et les affrontements s'atténuèrent. Le général hongrois Béla Király, récemment libéré après avoir été condamné pour crime politique, chercha à ramener l'ordre en unifiant les éléments de la police, de l'armée et des groupes d'insurgés au sein d'une garde nationale. Un cessez-le-feu fut arrangé le 28 octobre et le 30 octobre, la plupart des troupes soviétiques avaient quitté Budapest pour des garnisons à l'extérieur de la ville.

### Interlude
Les combats furent quasiment inexistants entre le 28 octobre et le 4 novembre car de nombreux Hongrois considéraient que les unités militaires soviétiques se retiraient effectivement de Hongrie.

#### Le nouveau gouvernement national hongrois

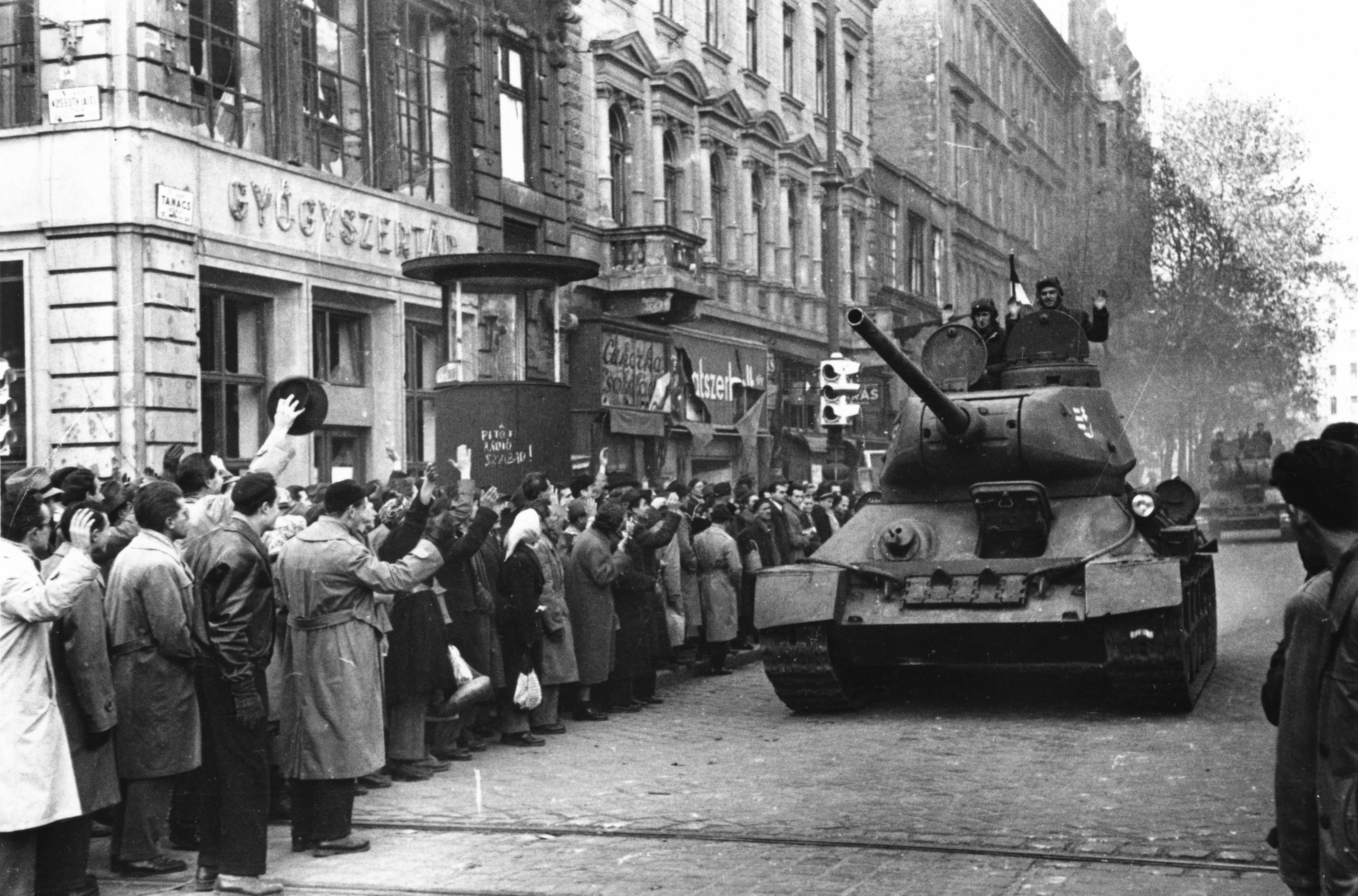
La foule applaudit les troupes hongroises à Budapest.

La propagation rapide des troubles dans les rues de Budapest et la chute abrupte du gouvernement Gerő-Hegedűs laissaient les nouveaux gouvernants désorganisés. Nagy, un réformateur loyal du Parti communiste qui était décrit comme possédant « peu de talents politiques » appela la population au calme et au retour à l'ordre. Pourtant Nagy, le seul dirigeant hongrois à conserver une certaine légitimité aux yeux des Soviétiques et des Hongrois, conclut finalement qu'un soulèvement populaire plutôt qu'une contre-révolution avait lieu. Qualifiant l'insurrection en cours de « large mouvement populaire démocratique » dans un discours à la radio le 27 octobre, Nagy forma un gouvernement incluant des ministres non-communistes. Ce nouveau gouvernement national mit un terme à l'ÁVH et au système de parti unique,. Du fait qu'il ne resta en place que dix jours, le gouvernement national n'eut pas le temps de clarifier sa politique en détail. Cependant, les éditoriaux des journaux mettaient l'accent sur le fait que la Hongrie devait être une démocratie multipartite et neutre. De nombreux prisonniers politiques furent libérés dont le cardinal József Mindszenty. Les partis politiques autrefois bannis comme le parti civique des petits propriétaires indépendants et des travailleurs agraires s'apprêtaient à rejoindre la coalition.
Les conseils révolutionnaires formés dans tout le pays opéraient généralement sans contrôle du gouvernement national à Budapest et assuraient diverses fonctions autrefois assurées par le Parti communiste. Ces comités furent reconnus officiellement par le gouvernement qui demanda leur soutien en tant qu'« organes locaux, démocratiques et autonomes formés lors de la Révolution ». De même, des conseils ouvriers furent établis dans les usines et les mines et de nombreuses règles (comme les objectifs de production) furent suspendues. Les conseils cherchèrent à gérer les entreprises tout en protégeant les intérêts des ouvriers et créèrent une économie socialiste sans la rigidité du contrôle d'un parti. Le contrôle par les conseils locaux ne fut pas toujours sans heurts ; à Debrecen, Győr, Sopron, Mosonmagyaróvár et d'autres villes, des manifestants furent abattus par l'ÁVH. Cette dernière fut désarmée, souvent par la force et avec l'aide de la police locale.

#### Perspective soviétique

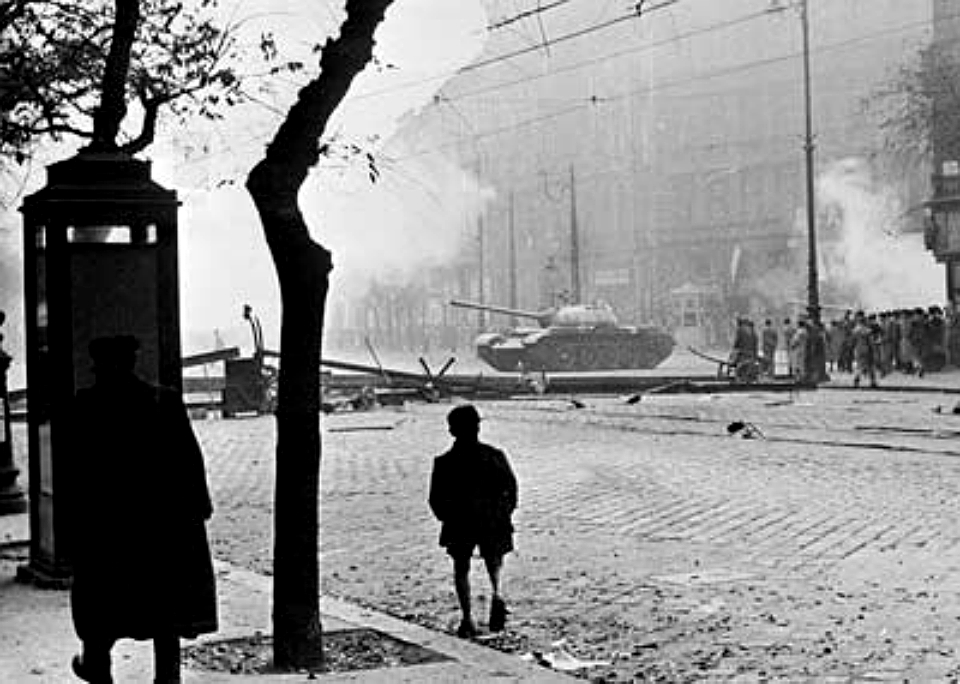
Char soviétique à Budapest en octobre 1956.

Le 24 octobre, le Politburo du Parti communiste de l'Union soviétique évoqua les soulèvements politiques en Pologne et en Hongrie. Les partisans d'une ligne dure menés par Molotov demandaient une intervention mais Khrouchtchev et Joukov y étaient initialement opposés. Une délégation envoyée à Budapest rapporta que la situation était moins terrible que ce qui avait été dit. Khrouchtchev déclara qu'il voyait les manifestations comme un mouvement de colère populaire concernant des problématiques économiques et sociales et qu'il ne s'agissait pas d'une lutte idéologique.
Après quelques débats, le Politburo décida le 30 octobre de ne pas destituer le nouveau gouvernement hongrois. Le général Joukov déclara même, « nous devons retirer les troupes de Budapest et si nécessaire de Hongrie. C'est la leçon que nous devons en tirer ». Il adopta une Déclaration du gouvernement de l'URSS sur les principes de développement et de renforcement de la fraternité et de la coopération entre l'Union soviétique et les autres États socialistes qui fut publiée le jour suivant. Ce document avançait que « le gouvernement soviétique était prêt à engager des négociations avec les gouvernements de la République populaire de Hongrie et des autres membres du pacte de Varsovie sur la question de la présence de troupes soviétiques sur le territoire de la Hongrie ». Durant une courte période, il sembla qu'une solution pacifique était en vue.
Le 30 octobre, des manifestants armés attaquèrent le détachement de l'ÁVH gardant les bâtiments du parti des travailleurs hongrois à Köztársaság tér (place de la République), à Budapest, après des rumeurs indiquant que des prisonniers y étaient détenus et la mort de plusieurs manifestants à Mosonmagyaróvár,,. Plus de 20 membres de l'ÁVH furent tués, certains lynchés par la foule. Les chars hongrois envoyés pour protéger les lieux tirèrent par erreur sur le bâtiment. Le chef du comité de Budapest, Imre Mező, fut blessé et mourut par la suite,. Les scènes de l'affrontement furent diffusées aux actualités soviétiques quelques heures plus tard. Les dirigeants du gouvernement en Hongrie condamnèrent l'incident et appelèrent au calme mais les images des victimes furent utilisées par les divers organes de propagande communiste
Le 30 octobre, alors que deux représentants du Politburo (Anastase Mikoyan et Mikhaïl Souslov) étaient à Budapest, Nagy avait indiqué que la neutralité était un objectif à long terme de la Hongrie et qu'il souhaitait discuter de la question avec les dirigeants du Kremlin. Cette information fut transmise à Moscou par Mikoyan et Souslov,. Au même moment, Khrouchtchev se trouvait dans la datcha de Staline et considérait les différentes options concernant la Hongrie. L'un de ses conseillers rapporta plus tard que la déclaration de neutralité avait joué un rôle important dans ses décisions ultérieures.
Plusieurs autres événements clés renforcèrent la position des partisans d'une intervention, :
- Les mouvements en faveur d'une démocratie parlementaire en Hongrie et de la création d'un conseil national démocratiques des ouvriers, qui pouvaient « mener à un État capitaliste » menaçaient la domination du Parti communiste soviétique et l'hégémonie soviétique en Europe de l'Est. Pour la majorité des membres du Politburo, le contrôle direct des conseils par les ouvriers sans une direction communiste était incompatible avec leur vision du socialisme. À ce moment, ces conseils étaient, selon les mots d'Hannah Arendt, les « seuls soviets libres existant partout dans le monde »[92],[93],[94].
- Le Politburo craignait que l'URSS ne paraisse faible aux yeux des Occidentaux si elle ne réagissait pas avec fermeté en Hongrie. Le 29 octobre 1956, les forces israéliennes, françaises et britanniques interviennent en Égypte. Khrouchtchev aurait alors remarqué : « Nous devons réexaminer notre décision et ne pas retirer nos troupes de Hongrie et de Budapest. Nous devons prendre l'initiative de restaurer l'ordre en Hongrie. Si nous quittons la Hongrie, cela donnera un encouragement considérable aux Américains, aux Britanniques et aux Français, les impérialistes. Ils percevront cela comme une faiblesse de notre part et partiront à l'offensive… À l'Égypte, ils ajouteraient ensuite la Hongrie. Nous n'avons pas d'autre choix »[95]
- Khrouchtchev considérait que de nombreux membres du Parti communiste ne comprendraient pas une non-intervention soviétique en Hongrie. La déstalinisation avait déçu les éléments les plus conservateurs du parti qui s'alarmaient de la menace sur l'influence soviétique en Europe de l'Est. Dès le 17 juin 1953, des ouvriers à Berlin-Est s'étaient soulevés et avaient demandé la démission du gouvernement de la République démocratique allemande. L'insurrection fut violemment réprimée avec l'aide des Soviétiques et entraîna la mort de 84 personnes[96]. En juin 1956, à Poznań en Pologne, la révolte des ouvriers fut réprimée par les forces de sécurité polonaises et causa entre 57[97] et 78[98] morts. Elle entraîna néanmoins une courte période de dégel en Pologne. De plus, à la fin octobre, des révoltes furent rapportées dans certaines régions de l'URSS. Ces dernières étaient mineures mais intolérables.
- La neutralité hongroise et son retrait du pacte de Varsovie représentaient une brèche dans la zone de défense soviétique représentée par les démocraties populaires[99]. Les peurs soviétiques d'une invasion occidentale rendaient le maintien de cette zone d'autant plus incontournable[92].

Le 31 octobre, les dirigeants soviétiques décidèrent de modifier leur résolution de la veille. Il semble que la déclaration selon laquelle la Hongrie s'apprêtait à quitter le pacte de Varsovie ait joué un rôle important dans ce revirement. Cependant le procès-verbal de la réunion du 31 octobre précise que la décision d'intervenir militairement avait été prise avant l'annonce de la neutralité hongroise vis-à-vis du pacte de Varsovie et de son retrait,.
Le Politburo décida alors de rompre le cessez-le-feu et d'écraser la révolution hongroise. La stratégie était de proclamer un « gouvernement provisoire révolutionnaire » mené par János Kádár qui demanderait l'aide soviétique pour rétablir l'ordre. D'après des témoins, Kádár était à Moscou au début du mois de novembre et il entra en contact avec l'ambassade soviétique en tant que membre du gouvernement Nagy. Des délégations furent envoyées dans les autres gouvernements communistes en Europe et en Chine pour éviter toute escalade. Pour dissimuler leurs intentions, les Soviétiques engagèrent des négociations avec Nagy concernant le retrait des troupes soviétiques.
D'après certaines sources, le dirigeant chinois Mao Zedong joua un rôle important dans la décision de Khrouchtchev d'écraser le soulèvement. Le président du Parti communiste Liu Shaoqi pressa Khrouchtchev d'intervenir militairement en Hongrie,. Malgré la détérioration des relations entre la Chine et l'Union soviétique au cours des dernières années, la parole de Mao conservait une certaine influence au Kremlin. Initialement, ce dernier était opposé à une intervention et cette information fut transmise à Khrouchtchev le 30 octobre avant la décision du Politburo de ne pas intervenir. Mao changea ensuite d'avis mais selon William Taubman, il n'est pas certain que Khrouchtchev l'ait appris et que cela ait influencé sa décision du 31 octobre.
Du 1er au 3 novembre, Khrouchtchev quitta Moscou pour rencontrer ses alliés d'Europe de l'Est et les informer de la décision d'intervenir. Il rencontra ainsi Władysław Gomułka à Brest, en Biélorussie, puis les dirigeants roumains, tchécoslovaques et bulgares à Bucarest. Finalement, Khrouchtchev se rendit avec Malenkov en Yougoslavie où ils rencontrèrent Josip Broz Tito qui se trouvait en vacances à Brioni. Les Yougoslaves persuadèrent Khrouchtchev de choisir János Kádár à la place de Ferenc Münnich en tant que nouveau dirigeant de la Hongrie,.

#### Réaction internationale

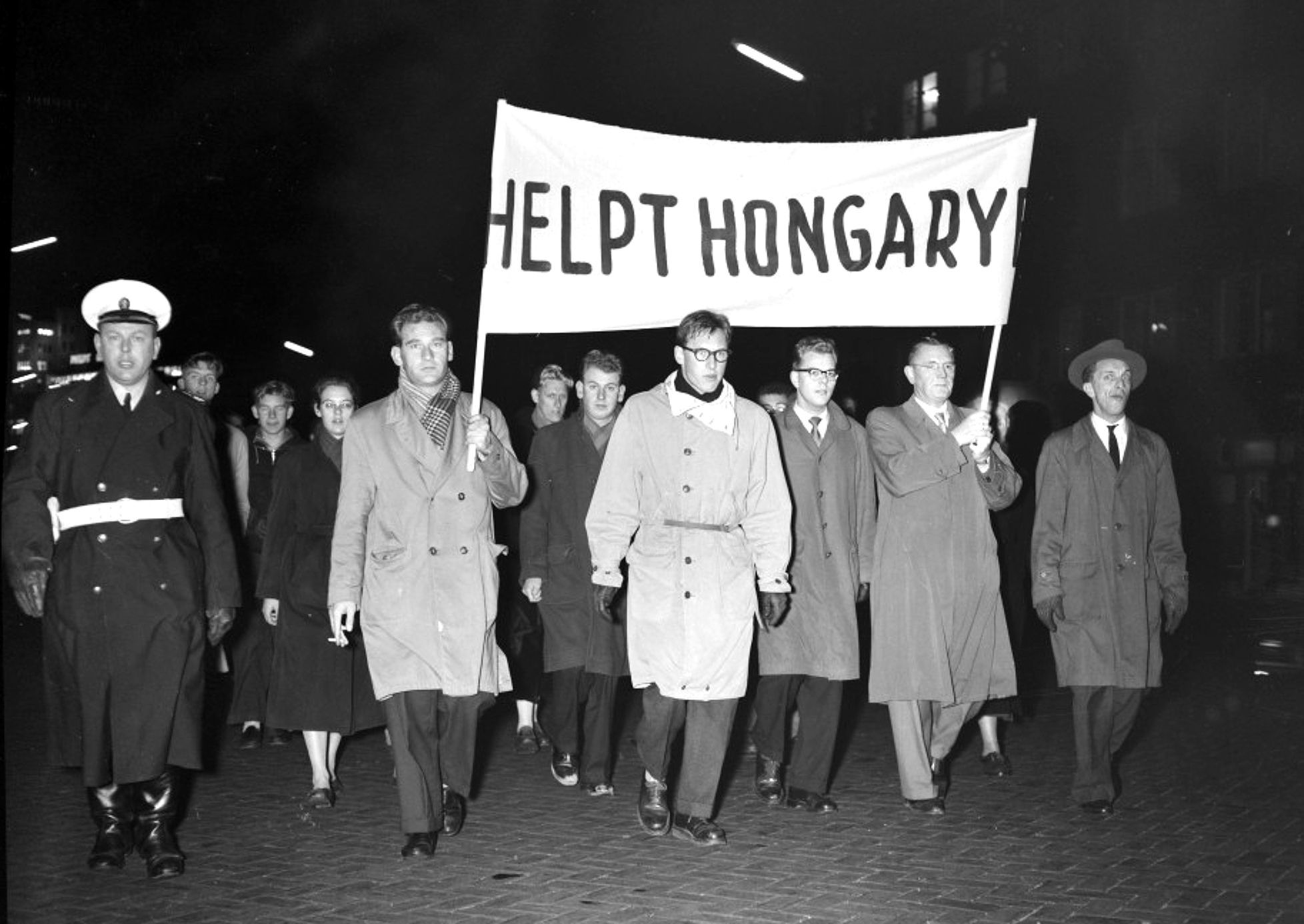
Défilé pour soutenir la Hongrie à Eindhoven aux Pays-Bas, 5 novembre 1956.

Bien que le secrétaire d'État américain John F. Dulles ait demandé une réunion du Conseil de sécurité des Nations unies le 24 octobre pour discuter de la situation en Hongrie, peu d'actions furent prises pour voter une résolution en particulier du fait de la crise de Suez qui éclata en même temps. Le problème n'était pas que Suez détournait l'attention américaine de la Hongrie mais elle rendait la condamnation des actions soviétiques très difficile. Comme le vice-président Richard Nixon expliqua plus tard, « nous ne pouvions pas d'un côté, nous plaindre de l'intervention soviétique en Hongrie et de l'autre, approuver que les Français et les Britanniques n'exploitent ce temps pour intervenir contre Nasser ». En réponse aux appels de Nagy au moment de la seconde intervention soviétique le 4 novembre, la résolution du Conseil de sécurité critiquant les actions soviétiques fut rejetée du fait du veto soviétique et la résolution 120 fut adoptée. Celle-ci transférait le dossier à l'Assemblée générale qui, par un vote de 50 voix pour, 8 contre et 15 abstentions, appelait l'Union soviétique à mettre un terme à son intervention en Hongrie. Cependant, le nouveau gouvernement formé par Kádár rejeta les observateurs des Nations unies.
Le président américain Dwight Eisenhower avait lu une étude détaillée de la résistance hongroise qui se prononçait contre une intervention américaine et le Conseil de sécurité nationale préférait accroitre le mécontentement au sein du bloc de l'Est uniquement par des mesures politiques et par la rhétorique politique,. Lors d'une interview accordée en 1998, l'ambassadeur hongrois Géza Jeszenszky s'exprima de manière critique envers l'inaction occidentale en citant l'influence des Nations unies à ce moment et l'exemple de l'intervention de l'ONU en Corée entre 1950 et 1953.
Durant l'insurrection, les programmes en langue hongroise de la Radio Free Europe diffusaient des informations concernant la situation politique et militaire et appelait les Hongrois à combattre les forces soviétiques en donnant des conseils tactiques et des méthodes de résistance. Après l'écrasement de la révolte, la radio fut critiquée pour avoir fait croire aux Hongrois que l'OTAN ou les Nations unies interviendraient si les citoyens continuaient à résister.

### Intervention soviétique du 4 novembre

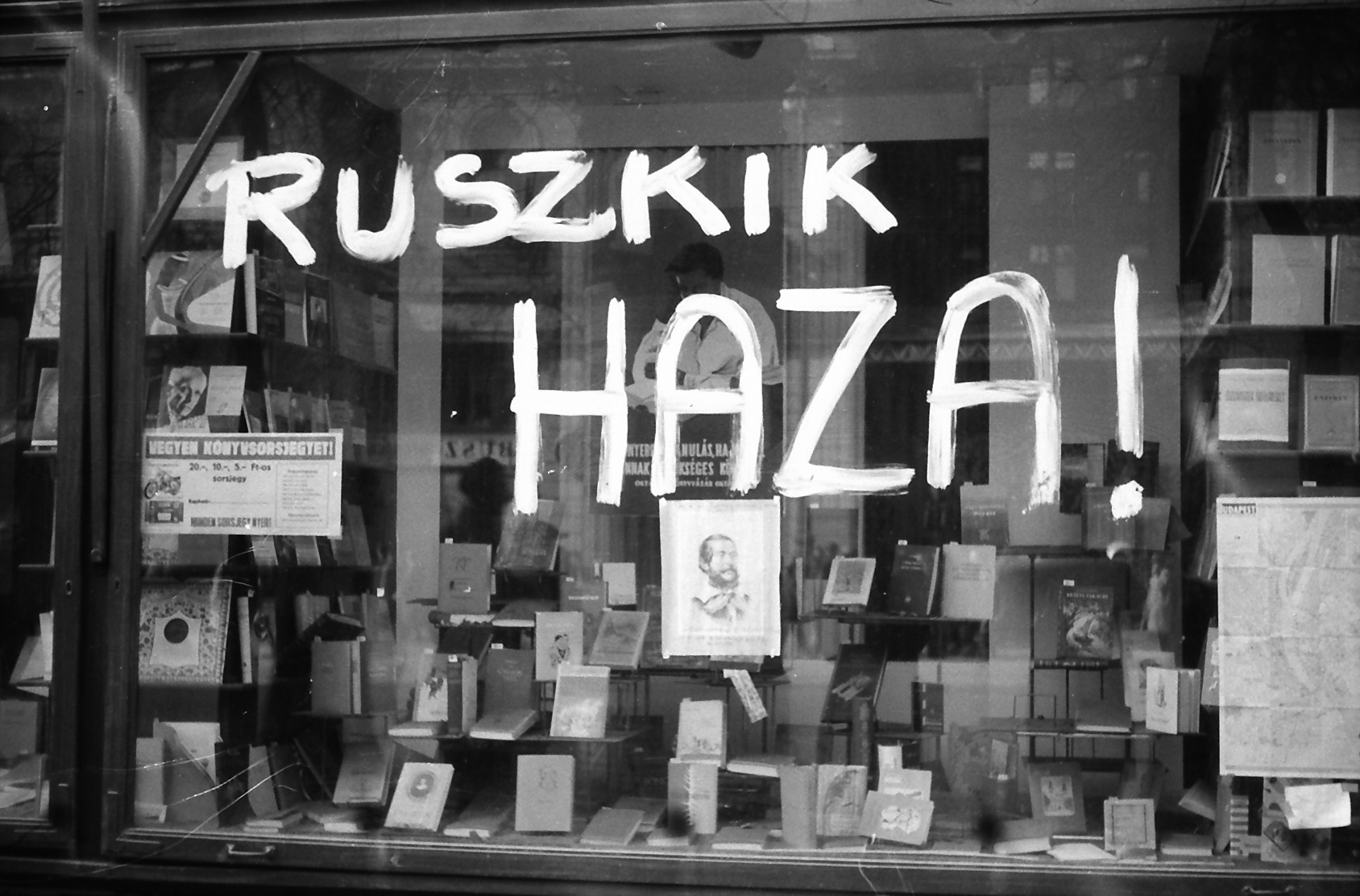
Ruszkik haza! « Russes, rentrez chez vous ! », slogan à Budapest.

Le 1er novembre, Imre Nagy reçut des rapports indiquant que les forces soviétiques étaient entrées dans l'Est de la Hongrie et progressaient vers Budapest. Les inquiétudes de Nagy furent apaisées par l'ambassadeur soviétique Iouri Andropov qui assurait que l'Union soviétique n'interviendrait pas, bien qu'il sût que ce n'était pas le cas. Le gouvernement, avec l'accord de János Kádár, déclara la neutralité de la Hongrie, son retrait du pacte de Varsovie et demanda l'assistance du corps diplomatique à Budapest et celle du secrétaire général des Nations unies Dag Hammarskjöld pour défendre la neutralité hongroise. L'ambassadeur Andropov fut informé que la Hongrie souhaitait négocier le retrait immédiat des forces soviétiques,.
Le 3 novembre, une délégation hongroise menée par le ministre de la Défense Pál Maléter fut invitée à participer aux négociations sur le retrait soviétique au commandement militaire soviétique à Tököl, près de Budapest. Vers minuit, le général Ivan Serov, le chef des services de sécurité du KGB ordonna l'arrestation de la délégation hongroise et, le jour suivant, les troupes soviétiques entraient de nouveau dans Budapest.

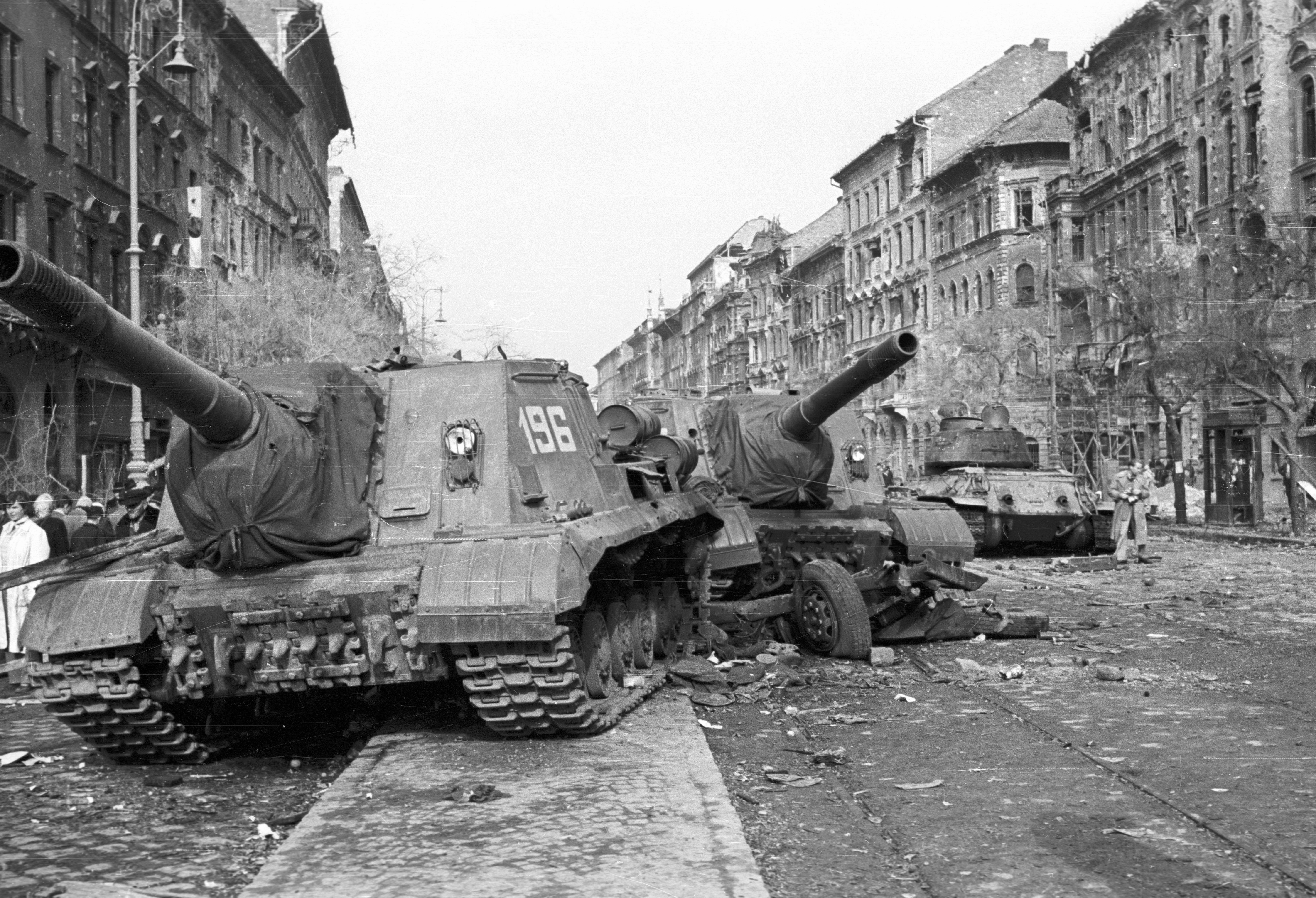
Deux canons d'assaut soviétiques ISU-152 positionnés dans une rue de Budapest, 8e arrondissement. Un T-34/85 abandonné se tient derrière eux.

La seconde intervention soviétique,  nom de code « opération Cyclone », fut lancée par le maréchal Ivan Koniev,. Les cinq divisions soviétiques envoyées en Hongrie le 24 octobre reçurent le renfort de nouvelles divisions : les 7e et 31e divisions aéroportées de la Garde (en), la 27e division mécanisée (en), les 11e, 32e, 35e et 39e divisions mécanisées de la Garde (en), la 31e division de chars, les 66e et 70e divisions de fusiliers de la Garde,. Certains soldats auraient cru qu'ils étaient envoyés à Berlin pour affronter des fascistes allemands. Le 3 novembre à 21 h 30, Budapest était complètement encerclée par l'armée soviétique.
Le 4 novembre à 3 h, les chars soviétiques entrèrent dans Budapest en longeant le Danube du côté de Pest à la fois par le nord et par le sud. Ainsi, avant même qu'un seul coup de feu n'eût été tiré, les Soviétiques avaient coupé la ville en deux, contrôlaient tous les ponts et étaient couverts à l'arrière par le large Danube. Des unités mécanisées traversèrent le fleuve et entrèrent dans Buda à 4 h 25 et ouvrirent le feu sur les casernes de la rue Budaõrsi. Peu après, les tirs de l'artillerie et des chars étaient entendus dans toute la ville. L'opération Cyclone impliquait des frappes de l'aviation et de l'artillerie et l'action coordonnée de 17 divisions. L'armée hongroise offrit peu de résistance. Bien que les très haut-gradés fussent ouvertement pro-soviétiques, les soldats de base étaient largement loyaux à la révolution et combattirent l'invasion ou désertèrent. Les Nations unies rapportent qu'aucune unité hongroise n'a combattu du côté des Soviétiques.
Le 4 novembre à 5 h 20, Imre Nagy fit son dernier discours à la radio en annonçant que les forces soviétiques attaquaient Budapest et que le gouvernement resterait à son poste. La station de radio Kossuth arrêta de diffuser à 8 h 07. Une réunion d'urgence du gouvernement eut lieu dans le bâtiment du Parlement mais seuls trois ministres y participèrent. Avec l'approche des troupes soviétiques et une évacuation négociée, seul le ministre István Bibó resta au Parlement où il rédigea une émouvante déclaration.
À 6 h, dans la ville de Szolnok, János Kádár proclama le « gouvernement ouvrier-paysan révolutionnaire de Hongrie » et déclara « nous devons mettre un terme aux excès des éléments contre-révolutionnaires. L'heure de l'action a sonné. Nous allons défendre les intérêts des ouvriers et des paysans et la réussite de la démocratie du peuple ». Dans la soirée, Kádár appela les « fidèles combattants de la juste cause du socialisme » à sortir de leurs cachettes et à prendre les armes. Cependant, le soutien hongrois ne se matérialisa pas. Les combats ne se transformèrent pas en une guerre civile et furent décrits par le rapport des Nations unies comme une « armée étrangère bien équipée écrasant avec une supériorité totale un mouvement national et éliminant le gouvernement ».
À 8 h, la défense organisée de la ville disparut avec la prise de la radio et de nombreux défenseurs se replièrent vers des positions fortifiées. Les civils payèrent un lourd tribut car les troupes soviétiques faisaient peu de distinction entre les cibles civiles et militaires. La résistance hongroise fut la plus forte dans les zones industrielles de Budapest qui furent la cible des tirs d'artillerie et des frappes de l'aviation. La dernière poche de résistance demanda un cessez-le-feu le 10 novembre. Plus de 2 500 Hongrois et 722 soldats soviétiques avaient été tués (669 selon RIA Novosti) et des milliers d'autres étaient blessés,.

### Version soviétique des événements
Les rapports soviétiques entourant les événements furent très complets, d'autant plus après que l'intervention eut cimenté le soutien des positions soviétiques parmi les différents partis communistes. La Pravda publia un compte-rendu 36 heures après le commencement des violences et ce dernier servit de base à tous les rapports ultérieurs et à l'historiographie soviétique :
1. Le 23 octobre, les « honnêtes » socialistes hongrois manifestèrent contre les erreurs commises par les administrations Rákosi et Gerő.
2. Des hooligans fascistes, hitlériens, réactionnaires et contre-révolutionnaires financés par les impérialistes de l'Ouest profitèrent du mécontentement pour organiser une contre-révolution.
3. L'honnête peuple hongrois mené par Nagy appela les forces soviétiques (pacte de Varsovie) stationnées en Hongrie à aider au retour de l'ordre.
4. Le gouvernement Nagy fut inefficace et fut infiltré par les éléments contre-révolutionnaires comme le prouve la dénonciation par Nagy du pacte de Varsovie.
5. Les patriotes hongrois menés par János Kádár quittèrent le gouvernement Nagy et formèrent un gouvernement d'honnêtes Hongrois révolutionnaires paysans et ouvriers ; ce véritable gouvernement populaire demanda l'aide du commandement soviétique pour réprimer la contre-révolution.
6. Les patriotes hongrois, soutenus par les Soviétiques, écrasèrent la contre-révolution.

Le premier compte-rendu soviétique parut 24 heures après le premier rapport occidental. L'appel de Nagy aux Nations unies ne fut pas mentionné, pas plus que son arrestation à l'extérieur de l'ambassade de Yougoslavie et aucun rapport n'expliquait comment Nagy, de patriote, était devenu traître. La presse soviétique rapportait que Budapest était calme tandis que la presse occidentale rapportait la crise qui s'y déroulait. D'après les rapports soviétiques, les Hongrois n'avaient jamais voulu de révolution.
En janvier 1957, les représentants de l'Union soviétique, de Bulgarie, de Hongrie et de Roumanie se rencontrèrent à Budapest pour discuter des développements internes en Hongrie depuis l'établissement du gouvernement pro-soviétique. Un communiqué de la réunion « concluait à l'unanimité » que les ouvriers hongrois sous la direction du gouvernement Kádár et le soutien de l'armée soviétique avaient défait « les tentatives pour éliminer les réussites socialistes du peuple hongrois ».
Les gouvernements d'Union soviétique, de Chine et des autres gouvernements du pacte de Varsovie pressèrent Kádár d'organiser le procès des ministres de l'ancien gouvernement Nagy et demandèrent des mesures punitives contre les autres « contre-révolutionnaires »,. Le gouvernement Kádár publia une série de « livres blancs » (Les forces contre-révolutionnaires lors des événements d'octobre en Hongrie) documentant les incidents contre le Parti communiste et les membres de l'ÁVH et rapportant les confessions des partisans de Nagy. Ces livres blancs furent largement distribués dans différentes langues dans la plupart des pays socialistes et s'ils relataient des événements réels, leurs conclusions ne furent pas acceptées par les historiens non-communistes.

## Conséquences

### Hongrie

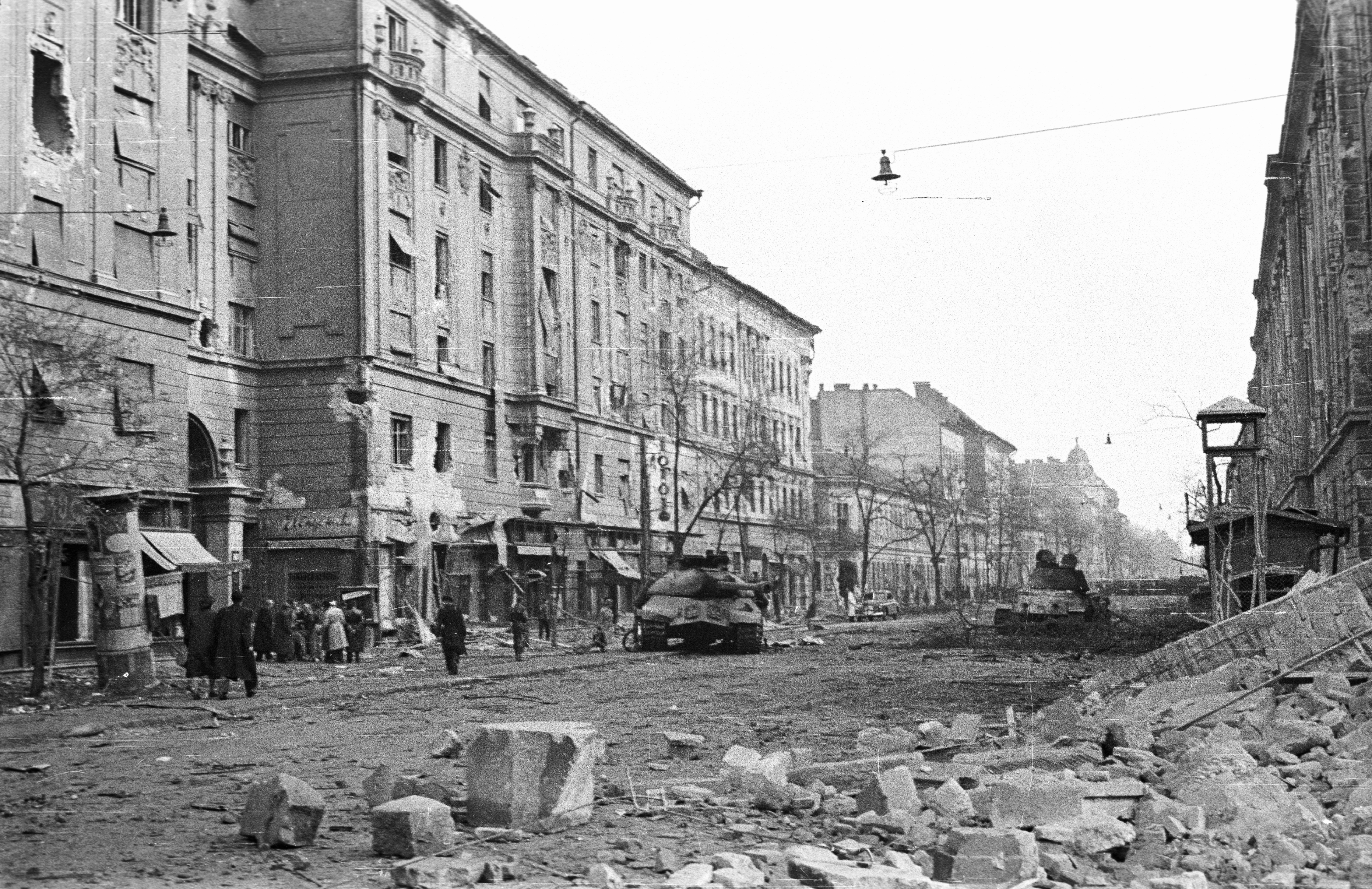
Décombres après la fin des combats dans le 8e arrondissement de Budapest.

Après l'écrasement de la révolte, des milliers de Hongrois furent arrêtés et 26 000 Hongrois furent amenés devant les tribunaux, 22 000 d'entre eux furent condamnés, 13 000 emprisonnés et il y eut des centaines d'exécutions. Des centaines furent également déportés en Union soviétique. L'ancien ministre des Affaires étrangères parla de 350 exécutions. Environ 200 000 Hongrois quittèrent le pays,,,. Des actions de résistance armée et des grèves organisées par les conseils ouvriers continuèrent jusqu'au milieu de l'année 1957 et causèrent des perturbations économiques. La plupart des prisonniers politiques issus de la révolution de 1956 furent libérés avant 1963.
Le 8 novembre, la plus grande partie de Budapest est contrôlée par les forces soviétiques, Kádár devint le Premier ministre du « gouvernement révolutionnaire ouvrier et paysan » et le Secrétaire général du Parti communiste hongrois dont la direction avait été purgée sous la direction du Soviet suprême de Gueorgui Malenkov et de Mikhaïl Souslov. Bien que les effectifs du parti fussent passés de 800 000 avant la révolution à 100 000 en décembre 1956, son influence fut renforcée par l'élimination de tous ses opposants. Le nouveau gouvernement tenta d'obtenir le soutien de la population en acceptant certains principes d'auto-détermination mais les troupes soviétiques restaient sur place. Après 1956, l'Union soviétique purgea sévèrement l'armée hongroise et réintroduisit l'endoctrinement politique dans les unités qui restaient. En mai 1957, l'Union soviétique augmenta le nombre de soldats en Hongrie et cette dernière accepta leur présence permanente.
La Croix-Rouge et l'armée autrichienne établirent des camps de réfugiés à Traiskirchen et à Graz,. Imre Nagy ainsi que Georg Lukács, Géza Losonczy et la veuve de László Rajk, Júlia, trouvèrent refuge dans l'ambassade de Yougoslavie alors que les forces soviétiques envahissaient Budapest. En dépit des assurances des Soviétiques et du gouvernement Kádár qu'ils pourraient quitter la Hongrie, Nagy et son groupe furent arrêtés le 22 novembre alors qu'ils quittaient l'ambassade et furent emmenés en Roumanie. Losonczy mourut lors d'une grève de la faim en attendant son procès alors que ses geôliers « poussaient une sonde d'alimentation dans sa trachée ». Le reste du groupe fut ramené à Budapest en 1958. Nagy ainsi que Pál Maléter et Miklós Gimes furent exécutés après des procès à huis clos en juin 1958. Leurs corps furent placés dans des tombes anonymes du cimetière municipal en dehors de Budapest.
Au cours de l'assaut soviétique sur Budapest, le cardinal Mindszenty reçut l'asile politique à l'ambassade américaine où il resta durant 15 ans. Refusant de quitter la Hongrie tant que sa condamnation pour trahison de 1949 ne serait pas annulée, il quitta finalement l'ambassade en septembre 1971 pour des raisons de santé et s'installa en Autriche.

### International
En dépit de la rhétorique de guerre froide de l'Ouest promouvant un refoulement de la domination soviétique en Europe de l'Est et les promesses soviétiques d'un triomphe imminent du socialisme, les dirigeants de l'époque et les historiens contemporains voyaient dans l'échec du soulèvement hongrois la preuve que la guerre froide en Europe était arrivée à une impasse. Le ministre des Affaires étrangères d'Allemagne de l'Ouest recommanda que les peuples d'Europe de l'Est soient découragés contre les « actions dramatiques qui pourraient avoir des conséquences désastreuses pour eux-mêmes ». Le secrétaire général de l'OTAN qualifia la révolte hongroise de « suicide collectif de tout un peuple ». Dans un entretien pour un journal en 1957, Khrouchtchev commenta que « le soutien des États-Unis est de la même nature que le soutien qu'offre la corde au pendu ».
En janvier 1957, le secrétaire général des Nations unies Dag Hammarskjöld, en réponse à la résolution de l'Assemblée générale demandant une enquête sur les événements en Hongrie, établit le comité spécial sur les problèmes de la Hongrie. Le comité, composé de représentants d'Australie, du Sri Lanka, du Danemark, de Tunisie et d'Uruguay mena des auditions à New York, Genève, Rome, Vienne et à Londres. Durant plus de cinq mois, 111 réfugiés furent interrogés dont des militaires et des ministres de l'ancien gouvernement Nagy. Les gouvernements de Hongrie et de Roumanie refusèrent l'entrée des représentants du comité et le gouvernement soviétique ne répondit pas à ses demandes. Le rapport de 268 pages fut présenté à l'Assemblée générale en juin 1957 et concluait que le « gouvernement Kádár et l'occupation soviétique étaient en violation des droits humains du peuple hongrois ». Une résolution de l'Assemblée déplorant la « répression du peuple hongrois et l'occupation soviétique » fut adoptée mais aucune action ne fut entreprise.

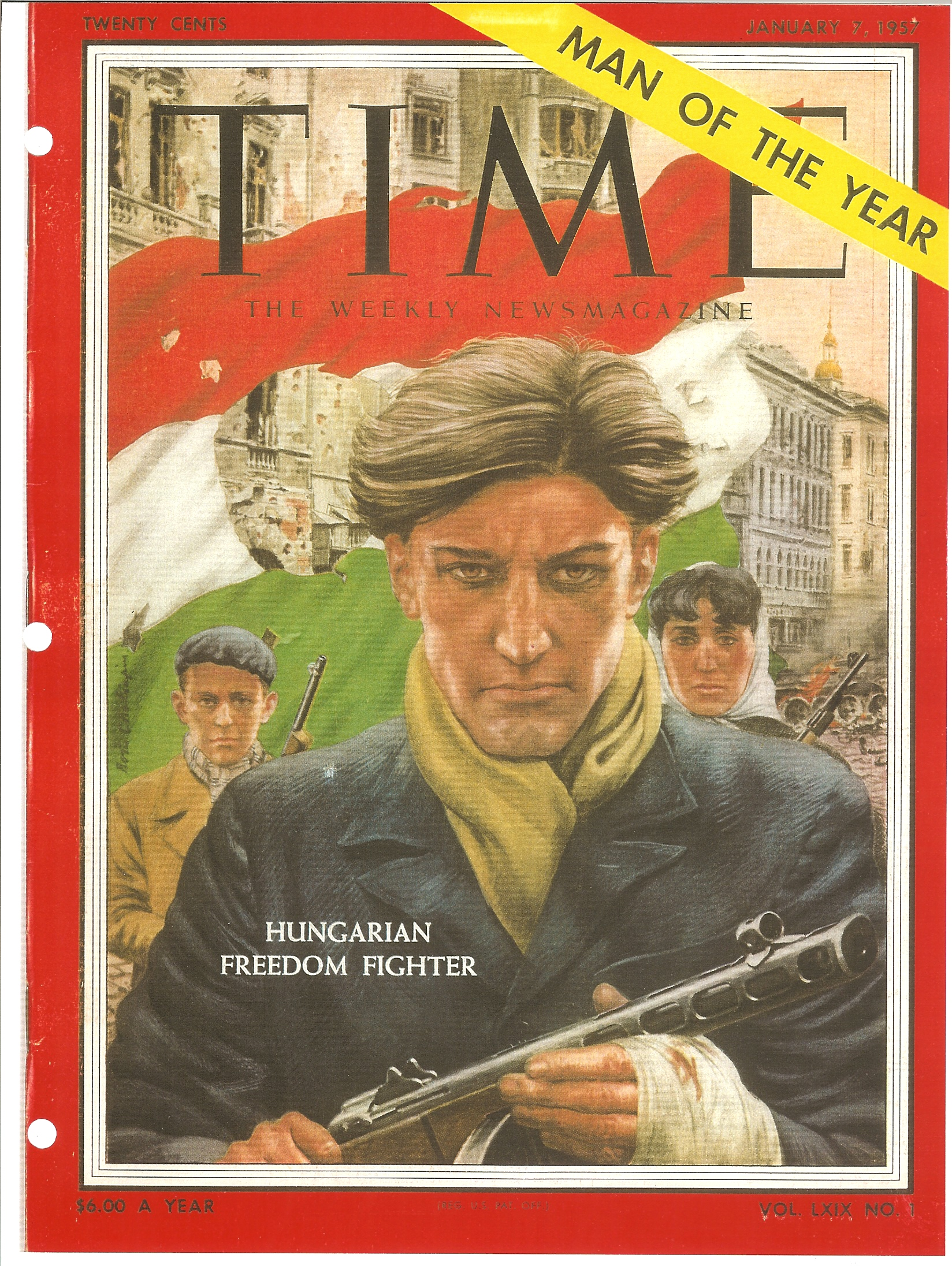

Le magazine Time décerna le titre de personnalité de l'année aux insurgés hongrois en 1956. La couverture du magazine représentait une vue d'artiste de trois « combattants de la liberté hongrois ». Le Premier ministre hongrois Ferenc Gyurcsány (2004-2009) fit référence à ces « visages de la Hongrie libre » lors de son discours commémorant les cinquante ans de la révolution de 1956.
Les événements en Hongrie entraînèrent des fissures dans les partis communistes d'Europe de l'Ouest. En Italie, la plupart des membres de la direction du Parti communiste italien (PCI) comme Palmiro Togliatti et Giorgio Napolitano considéraient les insurgés hongrois comme des contre-révolutionnaires comme cela fut rapporté dans l'Unità, le journal officiel du parti. Cependant, Giuseppe Di Vittorio, chef de la confédération générale italienne du travail rejeta cette vision comme Antonio Giolitti, Loris Fortuna et de nombreux intellectuels communistes qui quittèrent ou furent par la suite expulsés du parti. Pietro Nenni, le secrétaire national du parti socialiste italien, un allié proche du PCI, s'opposa à l'intervention soviétique. Napolitano, élu en 2006 au poste de président de la République italienne, écrivit en 2005 dans son autobiographie politique qu'il regrettait son appui à l'intervention soviétique en Hongrie et qu'à l'époque il croyait en l'unité du parti et en la domination internationale du Parti communiste soviétique.

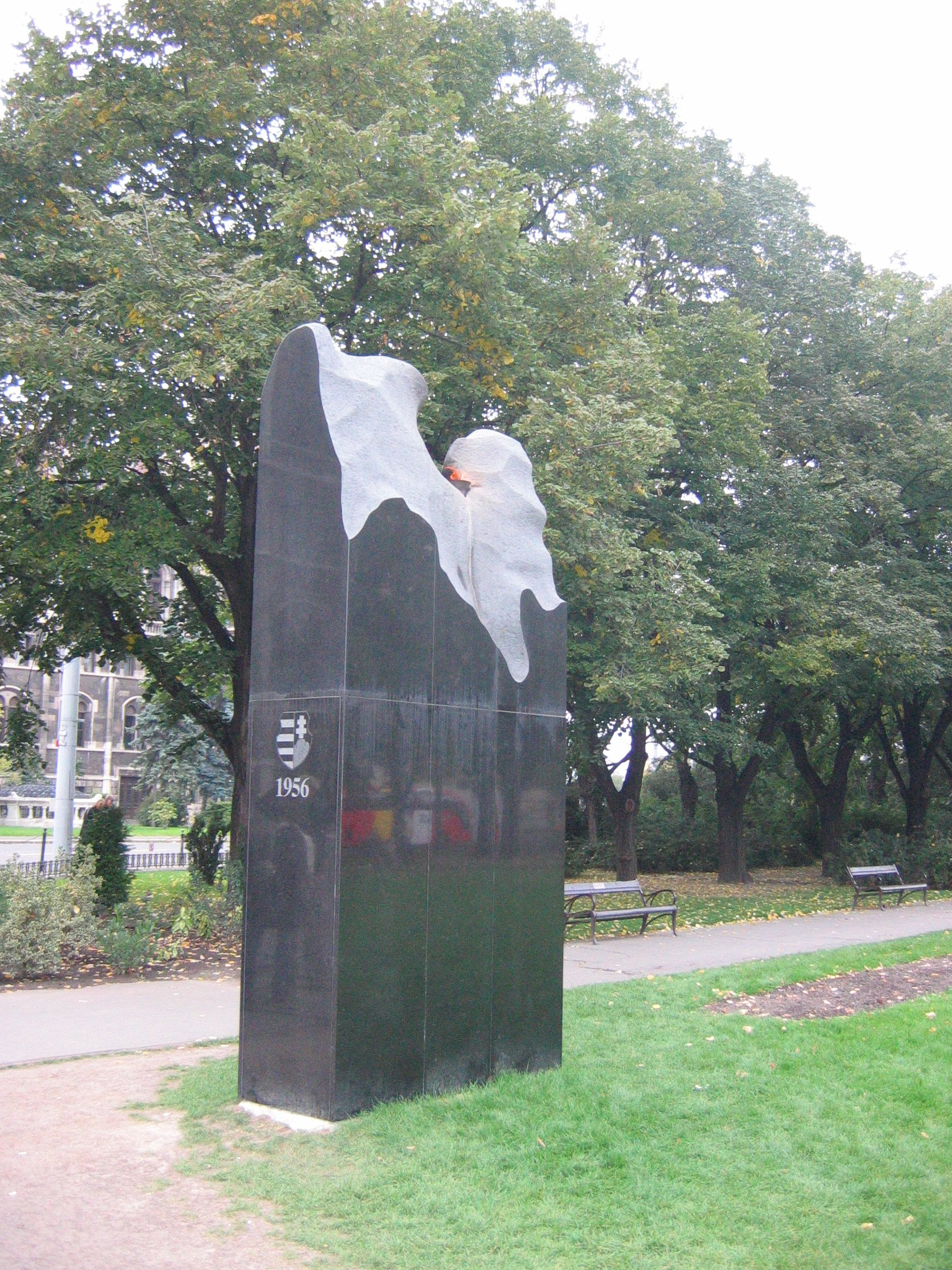
Mémorial de la révolution de 1956 devant le Parlement hongrois.

Au sein du Parti communiste de Grande-Bretagne, le mécontentement qui avait commencé avec la répudiation de Staline par John Saville et Edward P. Thompson, deux historiens communistes influents, culmina avec la perte de milliers de membres au moment de l'intervention soviétique. Peter Fryer, correspondant du journal du parti, The Daily Worker, rapporta de manière quotidienne la violente répression du soulèvement mais ses dépêches furent largement censurées ; Fryer démissionna du journal et fut par la suite expulsé du Parti communiste. En France, les communistes modérés, comme Emmanuel Le Roy Ladurie, démissionnèrent du fait de l'alignement complet du Parti communiste français sur son homologue soviétique. Le philosophe et écrivain français, Albert Camus écrivit une lettre ouverte, Le sang des Hongrois, dans laquelle il critiquait l'inaction de l'Ouest. Même Jean-Paul Sartre, un compagnon de route convaincu, critiqua les Soviétiques dans Le Fantôme de Staline. Le 7 novembre 1956 à Paris plusieurs milliers d'étudiants conduits par Pierre Juhel, secrétaire général de l'Action française, avec Dominique Venner et quelques autres, mettent à sac et incendient le siège du Parti communiste français (PCF).

#### Retentissement «olympique»
Aux jeux olympiques de 1956 à Melbourne, l'écrasement de la révolte entraîna le boycott de l'Espagne, des Pays-Bas et de la Suisse. Dans le village olympique, la délégation hongroise déchira le drapeau de la Hongrie communiste et le remplaça par le drapeau de la Hongrie libre. 45 membres de la délégation s'échapperont pour demander l'asile à l'ambassade américaine.
La demi-finale de water polo opposa les équipes soviétique et hongroise. Le match, particulièrement violent, fut arrêté à la dernière minute pour éviter une émeute et le lynchage des Soviétiques par le public. Cet événement restera célèbre sous le nom de « bain de sang de Melbourne ». L'équipe hongroise remporta le match par 4 à 0 et gagna ensuite la médaille d'or de l'épreuve.

### Commémoration
Le 16 juin 1989, date du 31e anniversaire de son exécution, la dépouille d'Imre Nagy est exhumée puis ré-enterrée avec tous les honneurs au Nouveau cimetière municipal. La République de Hongrie est proclamée le 23 octobre de la même année, 33 ans après la révolte. Le 23 octobre est maintenant la fête nationale de la Hongrie.
En 1992, le président russe Boris Eltsine présente ses excuses devant le Parlement hongrois au nom de la Russie pour la répression de la révolte en Hongrie.
Le 13 février 2006, le département d'État des États-Unis commémore le cinquantième anniversaire de la révolte de 1956. La secrétaire d'État Condoleezza Rice rappelle les contributions faites aux États-Unis et dans les autres pays par les réfugiés hongrois de même que le rôle de la Hongrie dans la réunification allemande lorsqu'elle a accueilli les Allemands de l'Est cherchant à fuir la répression lors des manifestations contre le pouvoir communiste. Le président des États-Unis George W. Bush se rend également à Budapest le 22 juin 2006.

## Dans les arts et la culture populaire

### Filmographie

#### Cinéma
- 1959 : Le Voyage d'Anatole Litvak

### Littérature

#### Bande dessinée
- En 2008, le Tome 17 Opération Kadesh de L'Histoire Secrète, se passe pendant l'insurrection.

#### Roman
- Une bonne partie du roman de Tom Rob Smith  Kolyma, Belfond 2010, se déroule à Budapest pendant les événements.

### Musique
- Le groupe Paris Violence a rendu hommage aux évènements hongrois de 1956 par plusieurs morceaux, notamment Budapest 56 présent sur divers disques du groupe (Budapest 56, Mourir en Novembre, Orage des Années noires, Renaître en Décembre), et filmé en concert

## Bibliographie

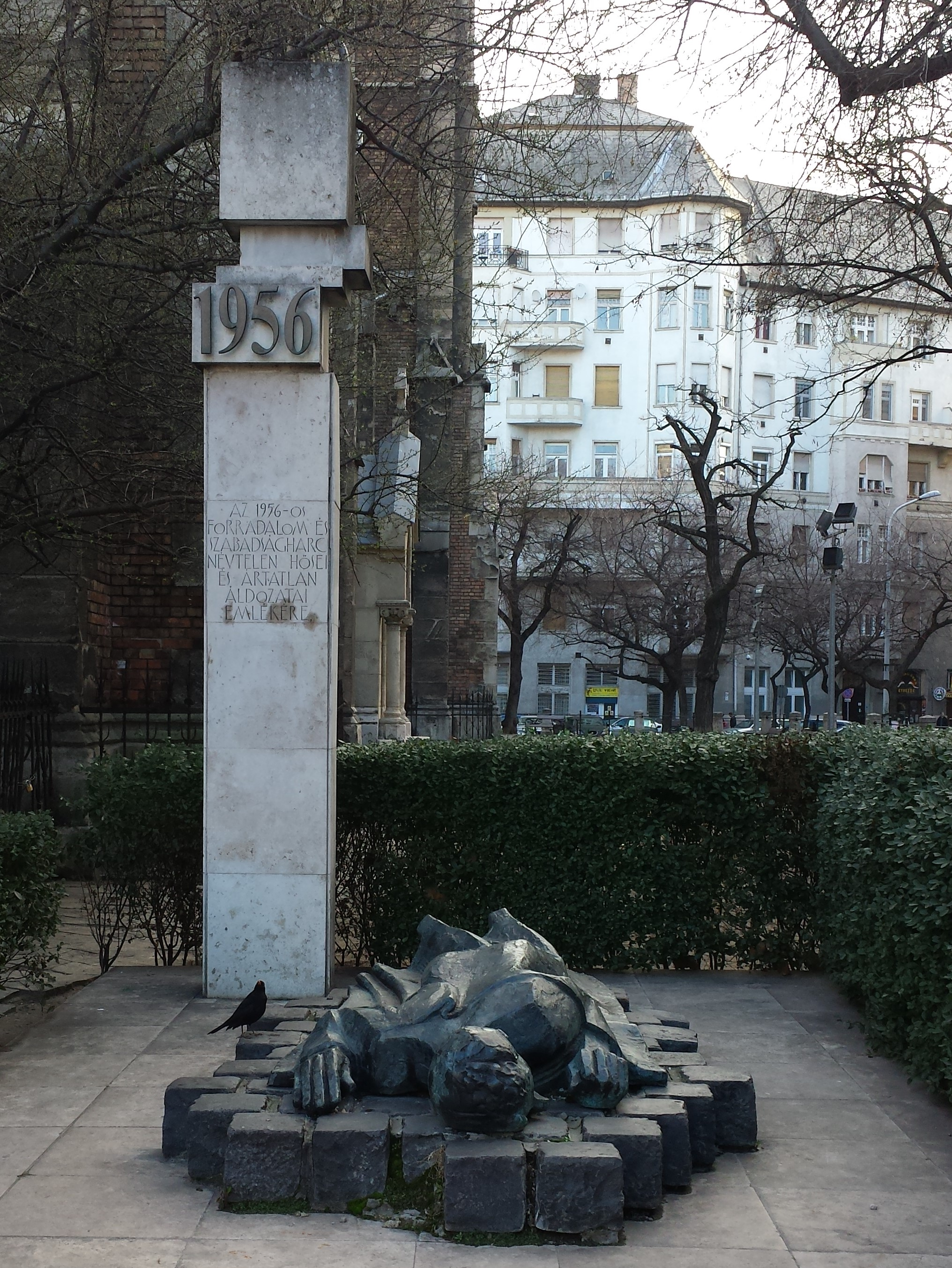
Mémorial aux victimes du soulèvement hongrois de 1956 à l'église paroissiale Saint-François d'Assise de Budapest.

### Sources primaires
- La révolution hongroise vue par les partis communistes de l'Europe de l'Est. Présentation quotidienne par les organes officiels (23 octobre-15 novembre 1956), Centre d'études avancées du Collège de l'Europe libre, Paris, 1957, 317 p.
- United Nations: Report of the Special Committee on the Problem of Hungary, General Assembly, Official Records, Eleventh Session, Supplement No. 18 (A/3592), New York, 1957 [PDF]
- (en) James A. Michener, The Bridge at Andau, New York, Fawcett, 1957, 288 p., poche (ISBN 978-0-449-21050-5)

### Ouvrages historiques
- (en) Csaba (éditeur) Bekes, The 1956 Hungarian Revolution : A History in Documents (National Security Archive Cold War Readers), Budapest, Central European University Press, 2003, 598 p. (ISBN 978-963-9241-66-4, lire en ligne), p. 600
- (en) István Bibó, Democracy, Revolution, Self-Determination, New York, Columbia University Press, 1991, 578 p. (ISBN 978-0-88033-214-9, LCCN 91061032), p. 331–354
- (ru) V.I. Feskov, V.I. Golikov, K.A. Kalachnikov et S.A. Slouguine, Вооруженные силы СССР после Второй Мировой войны: от Красной Армии к Советской [« Les forces armées de l'URSS après la Seconde Guerre mondiale : de l'Armée rouge à l'Armée soviétique »], Tomsk, Издательство научно-технической литературы,‎ 2013 (ISBN 9785895035306, lire en ligne), p. 424-425
- (en) Reg Gadney, Cry Hungary : Uprising 1956, New York, Macmillan Pub Co, octobre 1986, 1re éd., 169 p. (ISBN 978-0-689-11838-8, LCCN 86047669), p. 169
- (en) Charles Gati, Failed Illusions : Moscow, Washington, Budapest, and the 1956 Hungarian Revolt (Cold War International History Project Series), Washington, Stanford University Press, 2006, 264 p. (ISBN 978-0-8047-5606-8, LCCN 2006015215), p. 264
- (en) Johanna Granville, The First Domino : International Decision Making during the Hungarian Crisis of 1956, College Station, Texas A&M University Press, 2004, 1re éd., 323 p. (ISBN 978-1-58544-298-0, LCCN 2003010953, lire en ligne), p. 323
- Granville, Johanna (1999) In the Line of Fire: New Archival Evidence on the Soviet Intervention in Hungary, 1956, Carl Beck Paper, no. 1307 (1999).
- (en) Jenõ Györkei, Soviet Military Intervention in Hungary, 1956, New York, Central European University Press, 1999, 318 p. (ISBN 978-963-9116-36-8, LCCN 98048738), p. 350
- Georges Kaldy, Hongrie 1956, Paris, Les Bons Caractères (2011)
- (en) William E. Morris, The Hungarian Revolt : 23 October–4 November 1956, Safety Harbor, Simon Publications, reprint edition (august 2001), 215 p., poche (ISBN 978-1-931313-79-7, OCLC 50821766)
- (it) Giorgio Napolitano, Dal Pci al socialismo europeo. Un'autobiografia politica (From the Communist Party to European Socialism. A political autobiography), Rome, Laterza, 2005, 2e éd., 346 p. (ISBN 978-88-420-7715-2, LCCN 2005448798)
- (en) László Péter, Resistance, Rebellion and Revolution in Hungary and Central Europe : Commemorating 1956, Londres, UCL SSEES, 2008, 361 p. (ISBN 978-0-903425-79-7)
- (en) Erwin Schmidl et László Ritter, The Hungarian Revolution 1956, Osprey Publishing, coll. « Elite » (no 148), 2006
- (en) Victor Sebestyen, Twelve Days : The Story of the 1956 Hungarian Revolution, New York, Pantheon, 2006, 1re éd., 340 p. (ISBN 978-0-375-42458-8, LCCN 2006043654), p. 340
- (en) Peter F. Sugar, A History of Hungary : From Liberation to Revolution (pp. 368–83), Bloomington (Indiana), Bloomington: Indiana University Press, 1994, 1re éd., 432 p., poche (ISBN 978-0-253-20867-5, OCLC 31366395, lire en ligne), p. 448
- (en) Ürményházi, Attila J., The Hungarian Revolution-Uprising, Budapest 1956, National Library of Australia, 2006,  (ISBN 0-646-45885-X), Record Id: 40312920
- (en) Paul E. Zinner, Revolution in Hungary, Freeport, Books for Libraries Press, 1962, 380 p. (ISBN 978-0-8369-6817-0, OCLC 354647, LCCN 74039215), p. 380